# Mralino
Mralino är en ort i Nordmakedonien. Den ligger i den centrala delen av landet, 15 kilometer öster om huvudstaden Skopje. Mralino ligger 225 meter över havet och antalet invånare är 703.